# Mulen
Mulen är en sjö i Falkenbergs kommun i Halland och ingår i Ätrans huvudavrinningsområde. Sjön är 6 meter djup, har en yta på 0,045 kvadratkilometer och befinner sig 128,3 meter över havet.